# Jenji Kohan
Jenji Leslie Kohan (Los Angeles, 1969. július 5. –) amerikai forgatókönyvíró, producer és filmrendező.

## Élete
Kohan Los Angelesben született zsidó családban. Családtagjai Buz Kohan, Rhea Kohan és David Kohan. Beverly Hillsben járt középiskolába.
Kohan alkotója, executive producere, showmestere és írója a Showtime Nancy ül a fűben című komikus-drámájának. A sorozat hatodik évadának utolsó részében fel is tűnik egy cameo-szerepben egy repülőtéri jelenetben.
Kohan férje Christopher Noxon író, három gyermekük van.

## Díjak, jelölések
Kohan több Emmy-díj jelölést kapott és egyet meg is nyert Tracey Takes On című film alkotójaként. 1996-ban CableACE-díjat is ugyanezért. 2009-ben Emmy-re jelölték a Nancy ül a fűben, több jelölést is kapotta sorozatért Producers Guild of America és a Writers Guild of America Award díjakra.

## Filmjei
- Szex és New York (Sex and the City)
- Szívek szállodája (Gilmore Girls)
- Will és Grace (Will & Grace)
- Nancy ül a fűben (Weeds)
- The Stones
- Tracey Takes On…
- Boston Common
- Kaliforniába jöttem (The Fresh Prince of Bel-Air)
- Megőrülök érted (Mad About You)
- Ned & Stacy
- Narancs az új fekete (Orange is the New Black)